# Gabriel Baum
Gabriel Baum (Montevideo, 9 de abril de 1970) es un abogado, académico y personalidad del deporte uruguayo. En su ejercicio legal, se ha especializado en varias disciplinas jurídicas y en Relaciones Internacionales (con experiencia en comercio internacional, cooperación jurídica, Derecho Diplomático). También tuvo una destacada actuación en el ámbito deportivo, donde fue un reconocido árbitro nacional e internacional de baloncesto, entre 1990 y 2012. En tal carácter, fue designado para arbitrar en dos campeonatos mundiales.
En el ámbito profesional, desde 2012 fue Gerente de la Federación Uruguaya de Basketball (FUBB), asesor legal de la FIBA, y consultor de organismos internacionales (BID, PNUD, Banco Mundial).

## Biografía
Nació en Montevideo, el 9 de abril de 1970
En distintas notas de prensa se define como "demócrata-humanista" y está identificado con la filosofía del librepensamiento.

Se recibió de “Doctor en Derecho”, abogado, en 1999 en Uruguay y luego recibió el título de posgrado de “Magister en Administración y Dirección de Empresas” (MBA), con énfasis en Derecho Internacional y Relaciones Internacionales.
Obtuvo también el diploma de especialista en “Derechos Humanos y acceso a la Justicia”, expedido por el Instituto Interamericano de Derechos Humanos
Se especializó también en Relaciones Internacionales y Cooperación Internacional. Se desempeñó como abogado de la Dirección de Relaciones Internacionales de la estatal Universidad de la República (“Udelar”).
Fue contratado por distintos organismos internacionales como consultor legal en diversos proyectos  (ONU, PNUD, BID).
Se desempeñó asimismo como asesor legal de la Federeración Internacional de Baloncesto (FIBA).
El Dr. Baum es profesor en forma ininterrumpida desde el año 2001 en la estatal Universidad de la República y en universidades privadas. En 2009 promueve la aprobación e inclusión de la primera Cátedra uruguaya de “Derecho del Deporte” en la Facultad de Derecho de la estatal Universidad uruguaya, en la cual es designado profesor titular, cargo que continúa ejerciendo en forma ininterrumpida desde su fundación hasta el presente .
Crea también la Red académica “Deporte, Derecho y Sociedad”, promoviendo los valores del deporte, vinculando a la Universidad con la Sociedad Civil, siguiendo las directivas de los "Objetivos de Desarrollo del Milenio" (ODM) de la ONU y el PNUD.
En 2011 es designado por concurso público como Coordinador Académico del Posgrado y Maestría en “Gestión, Economía y Derecho del Deporte”, programa de doble titulación dictado por la Universidad de la República (Uruguay) y la Universidad de Limoges (Francia). 
Es profesor invitado de distintas universidades americanas y europeas.
Desde sus inicios en 1990 como árbitro nacional, hasta su retiro en 2012 como árbitro internacional FIBA, ha sido designado en una numerosa cantidad de partidos y eventos nacionales e internacionales (Campeonatos Mundiales 2006 y 2010, finales de Liga Uruguaya, finales de Liga Sudamericana, finales de Liga de las Américas, Campeonato Europeo en Belgrado).
Durante los últimos cinco años de actuación, fue distinguido como el mejor árbitro uruguayo.
Se retira como árbitro internacional en 2012, al ser designado Gerente de la Federación Uruguaya de Básquetbol (“FUBB”).
A menudo, los árbitros que alcanzan cierto nivel de experiencia y reconocimiento, como Baum, son conocidos por su capacidad para manejar partidos de alto perfil, donde el control del juego y la toma de decisiones acertadas son clave.